# Beausemblant

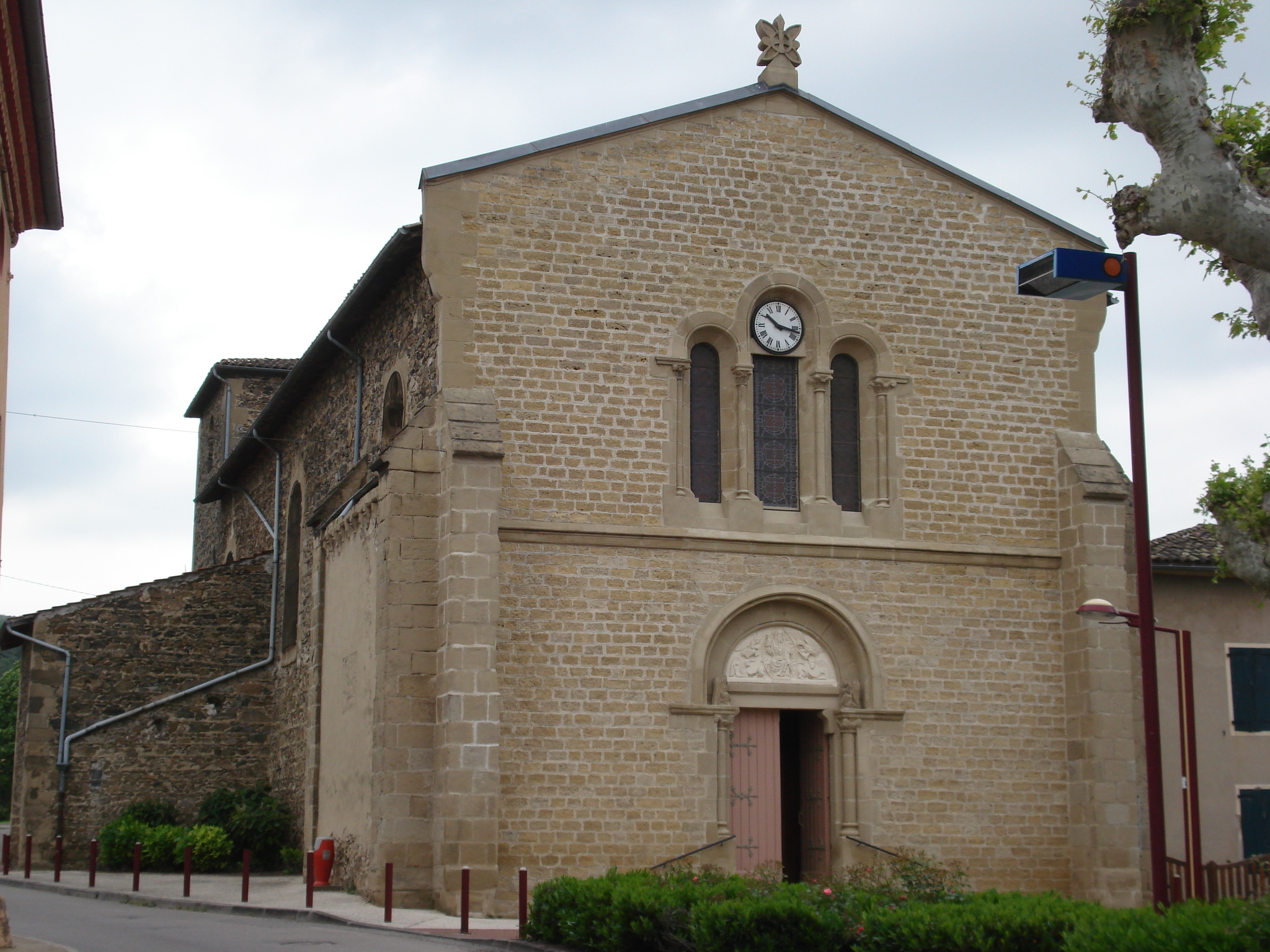
Kościół w Beausemblant, 2008

Beausemblant – miejscowość i gmina we Francji, w regionie Owernia-Rodan-Alpy, w departamencie Drôme.
Według danych na rok 1990 gminę zamieszkiwało 813 osób, a gęstość zaludnienia wynosiła 70 osób/km² (wśród 2880 gmin regionu Rodan-Alpy Beausemblant plasuje się na 897. miejscu pod względem liczby ludności, natomiast pod względem powierzchni na miejscu 1003.).